# Brigantina

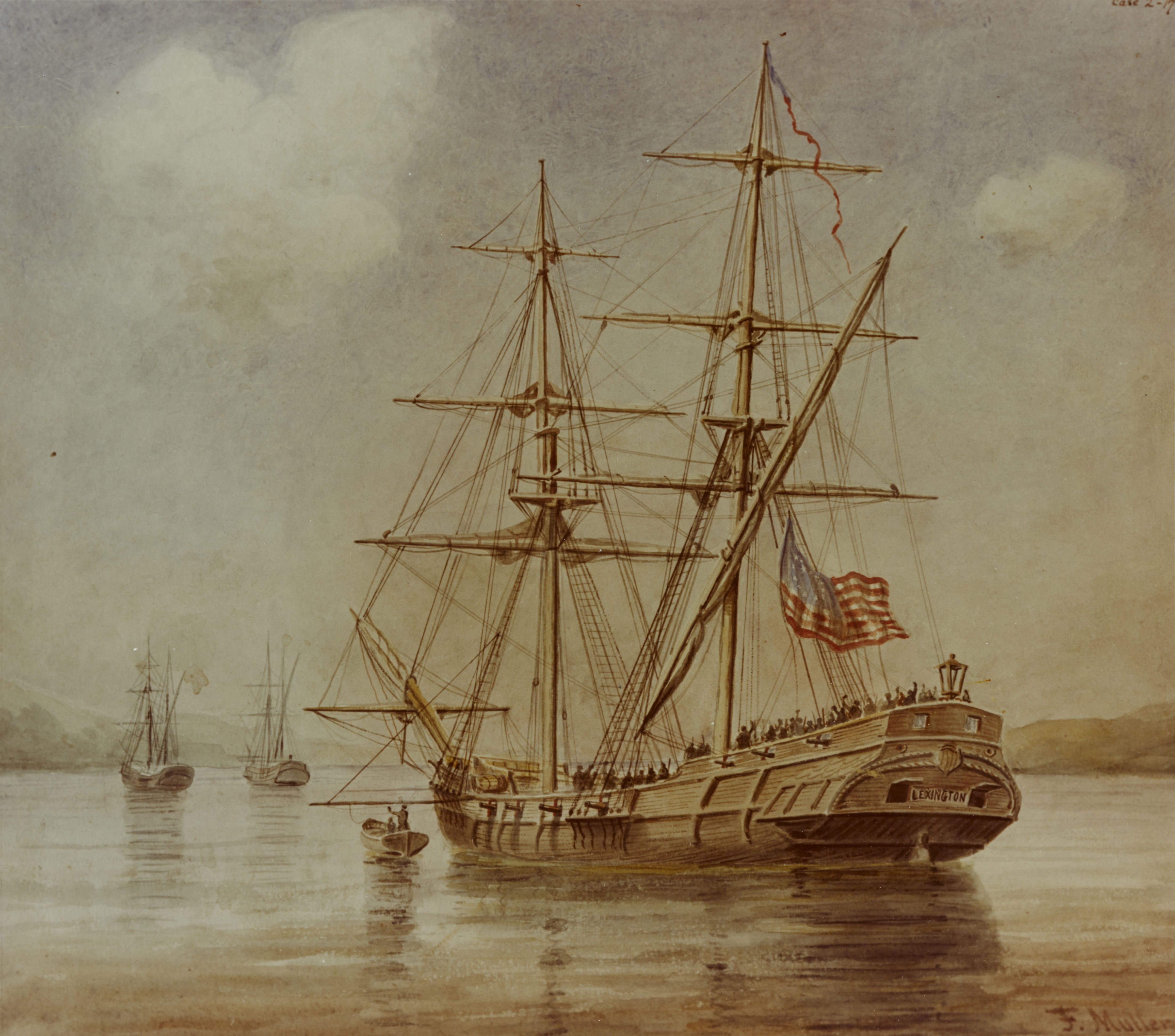
Americká brigantina USS Lexington z doby americké války za nezávislost

Brigantina je dvojstěžňová plachetní loď, zvaná též „škunerová briga“ (z německého Schonerbrigg), nebo „hermafroditní briga“ (z anglického hermaphrodite brig).

## Popis
V 17. století se názvem brigantina označovala menší dvojstěžňová plachetní a veslová loď, v 18. století se místo označování typu lodi začal termín brigantina používat k označení typu oplachtění: příčném na předním stěžni a předozadním na hlavním stěžni. Hlavní stěžeň měl nejdříve latinskou plachtu, později lugovou plachtu a nakonec vratiplachtu.
Slovo „briga“ je zkratkou[zdroj⁠?!] od brigantiny a začalo se používat v 18. století pro dvojstěžňovou loď s příčnými plachtami na obou stěžních. V 18. století se používaly oba názvy „brigantina“ a „briga“ poměrně volně a oba typy lodí se často zaměňovaly. Od 2. poloviny 18. století měly větší brigantiny jednu nebo dvě příčné plachty také na hlavním stěžni. Brigantina s příčnými plachtami na hlavním stěžni a briga se v té době lišily konstrukcí hlavního stěžně: brigantina měla hlavní peň (dolní část stěžně) výrazně vyšší než přední, a měla větší vratiplachtu, zatímco příčné plachty na košové čnělce byly menší než u brigy. U brigy byl hlavní peň jen o málo vyšší než přední a stěžeň se skládal ze tří částí: pně, košové a brámové čnělky. Pro brigu byly na hlavním stěžni podstatné příčné plachty a vratiplachta byla menších rozměrů, zatímco u brigantiny byla dominantní velká vratiplachta.
Moderní brigantina (od. druhé poloviny 19. století) má na předním stěžni příčné oplachtění a na hlavním stěžni předozadní oplachtění, tj. vratiplachtu a vrcholovou plachtu. Příčné plachty na předním stěžni (od spodu): přední, dolní košová, horní košová, brámová a královská. Mezi předním stěžněm a čelenem jsou napínány plachty stěhovka a kosatky. Mezi stěžni jsou napínány stěhovky. Kvůli malým rozměrům (délka max. 30 m) byl počet děl snížen na několik hlavní.
Dvojstěžňová brigantina díky svému oplachtění nepotřebuje velkou posádku, ta podle velikosti lodě čítala kolem 8–18 mužů. Posádka korzárské nebo válečné brigantiny byla početnější, 30 i více mužů.

## Etymologie
Slovo brigantina bylo do češtiny převzato z anglického brigantine, které pochází z italského brigantino (lehká pirátská loď) odvozeného od brigante (lupič, loupeživý voják) a dále pak od briga (boj, potyčka). Briga jako označení typu lodi však pochází z anglického brig, které vzniklo zkrácením slova brigantine.